# 臺北市 (州轄市)
臺北市（日语：〔〕／ Taihoku shi */?）是臺灣日治中後期（1920年－1945年）設置之州轄市，隸屬於臺北州，為臺北州州治、以及當時臺灣的首府，因而有「島都」之稱，與被稱為「帝都」的首都東京相呼應。此為臺北建市之始，創立時的轄屬範圍包含今臺北市的萬華區、大同區、中正區、中山區及大安區，1938年擴大將松山庄（今松山、信義2區大部分）併入。
臺北市以城內、大稻埕、艋舺等3個市街地為中心，合稱「三市街」。城內主要居住內地人（日本人），而大稻埕與艋舺主要居住本島人（臺灣漢人）。除了經濟上的各種設施，市內也有公園、圖書館和博物館等當時文明都市的文化設施。街道上紅磚或鋼筋水泥造的三層房屋，並排著20公尺寬的柏油路。市區的中央是7.6萬平方公尺大的新公園（今二二八和平紀念公園）。包圍城內區域的是三線道路，沿路設置行人步道，步道和安全島上種植樹木，因景觀秀麗而有「東方的小巴黎」之稱。

## 行政區劃

### 街原名
1920年（大正九年）初創立時轄區原屬：
- 大加蚋堡之臺北城內、艋舺、大稻埕、下崁、崁頂、龍匣口、林口、大安、古亭村、頂內埔、下內埔、六張犁、大龍峒街、番仔溝、山仔腳、西新仔、中仔、中崙、三板橋、牛埔、下埤頭、朱厝崙、上埤頭
- 擺接堡之加蚋仔
- 芝蘭一堡之大直

1938年併入之七星郡松山轄區原屬：
- 大加蚋堡之錫口街、中陂、五分埔、三張犁、興雅、頂東勢、下塔悠、上塔悠、舊里族
  - 錫口街改稱松山[3]

### 1920年－1922年
1920年10月1日臺北市成立，管轄範圍包括原臺北廳直轄全部4區24個街庄及士林支廳所轄之士林區1個街庄，並改制為大字，即臺北城內、崁頂、龍匣口、古亭村、林口、三板橋（以上位於今中正區）、艋舺、下崁、加蚋子（以上位於今萬華區）、大稻埕、大龍峒、番子溝（以上位於今大同區）、山子腳、牛埔、西新子、中子、下埤頭、朱厝崙、上埤頭、大直（以上位於今中山區）、中崙（位於今松山區）、大安、頂內埔、下內埔、六張犁（以上位於今大安區）等25個大字。
- 臺北城內大字下有府前街、府後街、府直街、撫台前街、北門街、西門街、石防街、東門街、南門街、文武廟街、書院街、小南門街等小字。
- 三板橋大字下有東門外、埤頭、埤子腳、大竹圍、莿子埒等小字。
- 艋舺大字下有舊街、直興街、頂新街、廈新街、大眾廟口街、北皮寮街、土地後街、半路店街、歡慈市街、布埔街、久壽街、竹子寮街、大溪口街、帆寮口街、王公宮口街、江瀕街、將軍廟街、蓮花街、祖師廟橫街、祖師廟前街、後菜園街、八甲街、萬安街、西門外街、新起街、新起橫街、新起後街、後街子街、粟倉口街、凹斛子街、龍山寺街、大厝口街、竹篙厝街、料館口街、育嬰堂邊街、書院邊街、大厝後街等小字。
- 下崁大字下有頂石路、中石路、下石路等小字。
- 加蚋子大字下有堀子頭、客子厝、後庄子、中崙、港子尾、下庄子、八張犁等小字。
- 大稻埕大字下有河溝頭街、千秋街、稻新街、北門外街、興仁街、南興街、頂奎府聚街、建成後街、維新街、怡興街、得勝外街、建成街、得勝街、太平街、蘆竹腳街、法主公街、城隍廟前街、六館街、建昌街、媽祖宮口街、南街、永和街、朝陽街、建興街、朝東街、新店尾街、井子頭街、九間子街、長樂街、中街、李厝街、中北街、怡和巷街、日新街、長興街、隆記後街、震和街、普願街、珪瑜粹街、杜厝街、獅館巷街、益保裕街、國興街、大橋頭街、枋隙後街、依仁里街、枋隙街、上牛車磨街、下牛車磨街、下奎府聚街、牛埔子街、詔安厝街、北門口街等小字。
- 大龍峒大字下有大龍峒、下牛車磨等小字。
- 下埤頭大字下有下埤頭、東勢等小字。
- 大直大字下有大直、劍潭等小字。
- 大安大字下有龍安坡、十二甲、坡心等小字[4]。

### 1922年－1938年
1922年（大正十一年）4月1日，臺北市西半部15個大字撤除，重新劃分成64個町；東半部10個大字維持原建制不變。
- 町：明石町、大宮町、建成町、書院町、太平町、西園町、文武町、三橋町、旭町、御成町、兒玉町、新榮町、大龍峒町、日新町、蓬萊町、宮前町、有明町、表町、古亭町、新起町、千歲町、乃木町、北門町、元園町、泉町、樺山町、壽町、新富町、築地町、八甲町、堀江町、柳町、入船町、上奎府町、幸町、水道町、東門町、馬場町、本町、大和町、永樂町、河合町、榮町、末廣町、富田町、濱町、圓山町、龍口町、老松町、川端町、佐久間町、西門町、南門町、東園町、綠町、龍山寺町、大橋町、京町、下奎府町、大正町、錦町、福住町、港町、若竹町
- 大字：西新子、中子、下埤頭、朱厝崙、上埤頭、大直、大安、下內埔、六張犁、中崙

### 1938年－1945年
1938年4月1日，松山劃入臺北市，臺北市增加松山、頂東勢、下塔悠、上塔悠、舊里族、中坡、五分埔、三張犁、興雅等9個大字，共計19個大字。

## 歷任首長

### 臺北市市尹
1920年7月30日臺灣總督田健治郎以律令第三號發布〈臺灣州制〉，以律令第五號發布〈臺灣市制〉，於10月1日施行:17:20。
設立臺北州，下轄臺北市:17。市置市尹，綜理全市事務，對外代表市，無任期限制:20、21。設有市助役、市會計役與市委員輔助市尹。另市尹為處理政務需要，經州知事之批准，得設置町委員，任期一年。1935年4月1日臺灣總督中川健藏以律令第三號發布〈臺灣市制〉，確立臺北市的（公）法人地位。:21
| 任次 | 肖像 | 姓名 (生–卒)           | 在任時間       | 在任時間       | 備註 |
| ---- | ---- | ---------------------- | -------------- | -------------- | --- |
| 1    |      | 武藤針五郎 (1870–1926) | 1920年9月1日   | 1924年12月23日 | 1922年4月1日實施町名改正，另部分中和庄劃入東園町。                                                                                           |
| 2    |      | 太田吾一 (1885–？)     | 1924年12月23日 | 1927年7月27日  | |
| 3    |      | 田端幸三郎 (1886–1963) | 1927年7月27日  | 1929年4月20日  | 提出臺北市電敷設計畫。 |
| 4    |      | 增田秀吉 (1887–？)     | 1929年4月20日  | 1931年5月16日  | 設立台北市營巴士。 |
| 5    |      | 內海忠司 (1884–1968)   | 1931年5月16日  | 1932年3月15日  | |
| 6    |      | 西澤義徵 (1888–？)     | 1932年3月15日  | 1933年8月4日   | |
| 7    |      | 松岡一衛 (1891–？)     | 1933年8月4日   | 1936年10月16日 | 1935年10月1日將臺北市劃為77區:22。同時將市協議會改為市會，並添置市參事會。:31                                                                |
| 8    |      | 石井龍豬 (1897–1950)   | 1936年10月16日 | 1939年12月27日 | 1938年4月1日臺北州七星郡松山庄劃入臺北市，將其地劃分為9區:22。同時將全市劃分為東北區、城南區、城北區、城西區與松山區5區，各設出張事務所。:30 |
| 9    |      | 木原圓次 (1891–？)     | 1939年12月27日 | 1940年10月28日 | |

### 臺北市市長
1940年10月28日官制改正，市尹改稱市長，並另添置市助役至兩名。:69
| 任次 | 肖像 | 姓名 (生–卒)       | 在任時間       | 在任時間       | 備註                                    |
| ---- | ---- | ------------------ | -------------- | -------------- | --------------------------------------- |
| 1    |      | 木原圓次 (1891–？) | 1940年10月28日 | 1941年5月14日  |                                         |
| 2    |      | 藤村寬太 (1892–？) | 1941年5月14日  | 1943年3月29日  | 1941年8月1日臺北市由86區重劃為61區。:87 |
| 3    |      | 廣谷致員 (1896–？) | 1943年3月29日  | 1944年5月6日   |                                         |
| 4    |      | 土居美水 (？–？)   | 1944年5月6日   | 1945年10月25日 |                                         |

## 組織
昭和15 1940
助役
```
 文書課:秘書係 文書係
 會計課:經理係 調度係
 庶務課:庶務係 財政係 地理係
 兵事課:兵事係 防空係
 稅務課:賦課係 徵收係
 學務課:庶務係 學務係
 社會教育課:庶務係 教化係 軍事扶助係
 社會課: 社寺係 社會事業係
 勸業課:庶務係 商工係 調查係 市場係 觀光係 農務係 畜產係
 土木課:庶務係 土木系 公園係 下水道係 都市計畫係 區劃整理係
 營繕課:庶務係 營繕係 
 衛生課:庶務係 保健係 清掃係 防疫係
 水道課:庶務係 業務係 工務係
 自動車課:庶務係 運輸係 工務係
 中央卸賣市場
 家畜市場
 動物園
```

## 市會議員

### 第一屆（1935年－）
- 民選：蔡式穀、唐澤信夫、安田勝次郎、陳逸松、古川二郎、松田繁義、西川純、鈴木讓三郎、佐藤龜久次、飯田清、楊海盛、瀨戶山兼斌、菱村彥十郎、岩田此一、堀田真猿、劉天祿、周宗源、林朝北
- 官選：倉岡彥助、吉田碩造、水越幸一、金子光太郎、貝山好美、重田榮治、村崎長昶、小林惣次郎、後藤薰、近藤勝次郎、大澤貞吉、八十川清、謝唐山、楊漢龍、陳振能、呂阿昌、張園、陳清波

### 第二屆（1939年－）
- 民選：石堂明治、三好正雄、川本澤一、森方男、林水田、早川齊、蔣渭川、陳春金、周延壽、西川純、鈴木讓三郎、瀨戶川兼斌、佐藤龜久次、陳錫慶、林江洽、潘迺賢、緒方武歲、李瑞漢、蔡式穀、神村三郎
- 官選：倉岡彥助、安田勝次郎、貝山好美、八十川清、重田榮治、村崎長昶、柏雄福太郎、陳復禮、池田又四郎、蘇穀保、後藤薰、中島清四、桑田剛助、近藤勝次郎、楊漢龍、中島道一、高敬遠、張園、肥後誠一郎、黃逢時

## 機關

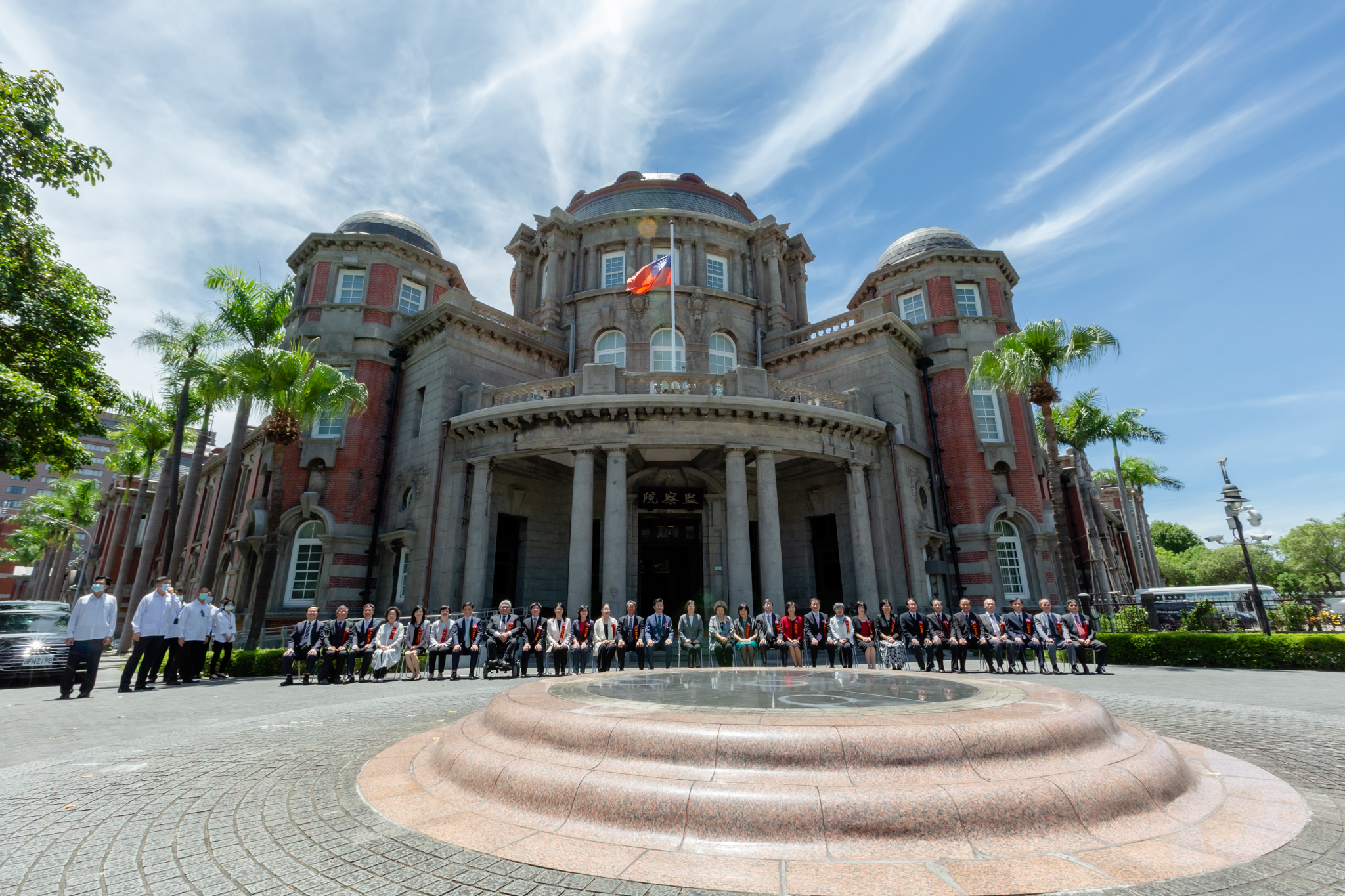
原臺北州廳

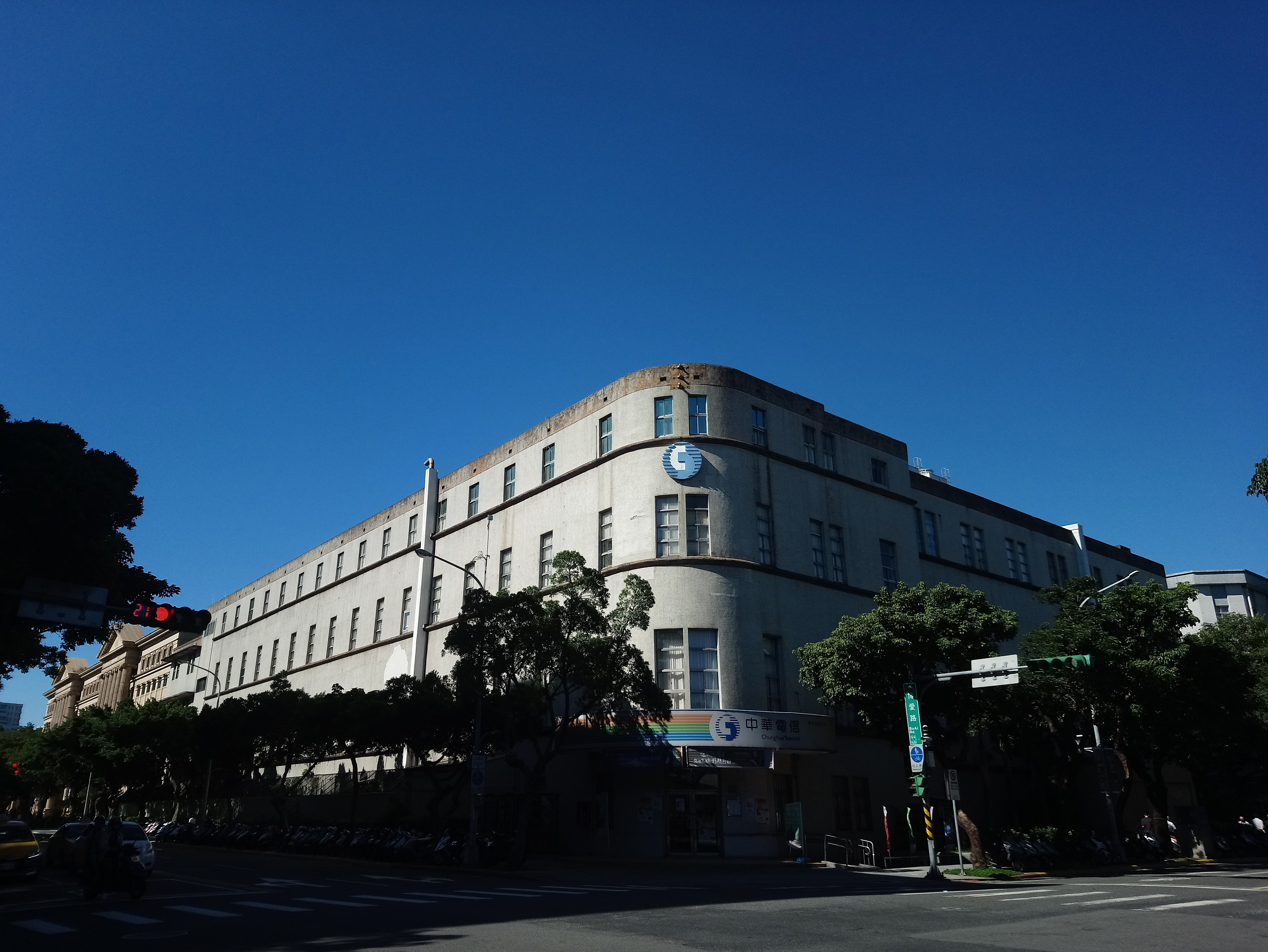
原臺灣總督府電話交換局

- 臺灣總督府
- 臺北州廳原臺北州廳
- 臺北市役所
- 臺灣總督府專賣局
- 臺灣總督府氣象臺
- 臺灣總督府電話交換局原臺灣總督府電話交換局
- 臺灣總督府警察官及司獄官練習所
- 臺灣總督府農業試驗所
- 臺灣總督府林業試驗所
- 臺灣總督府工業研究所原臺灣總督府工業研究所

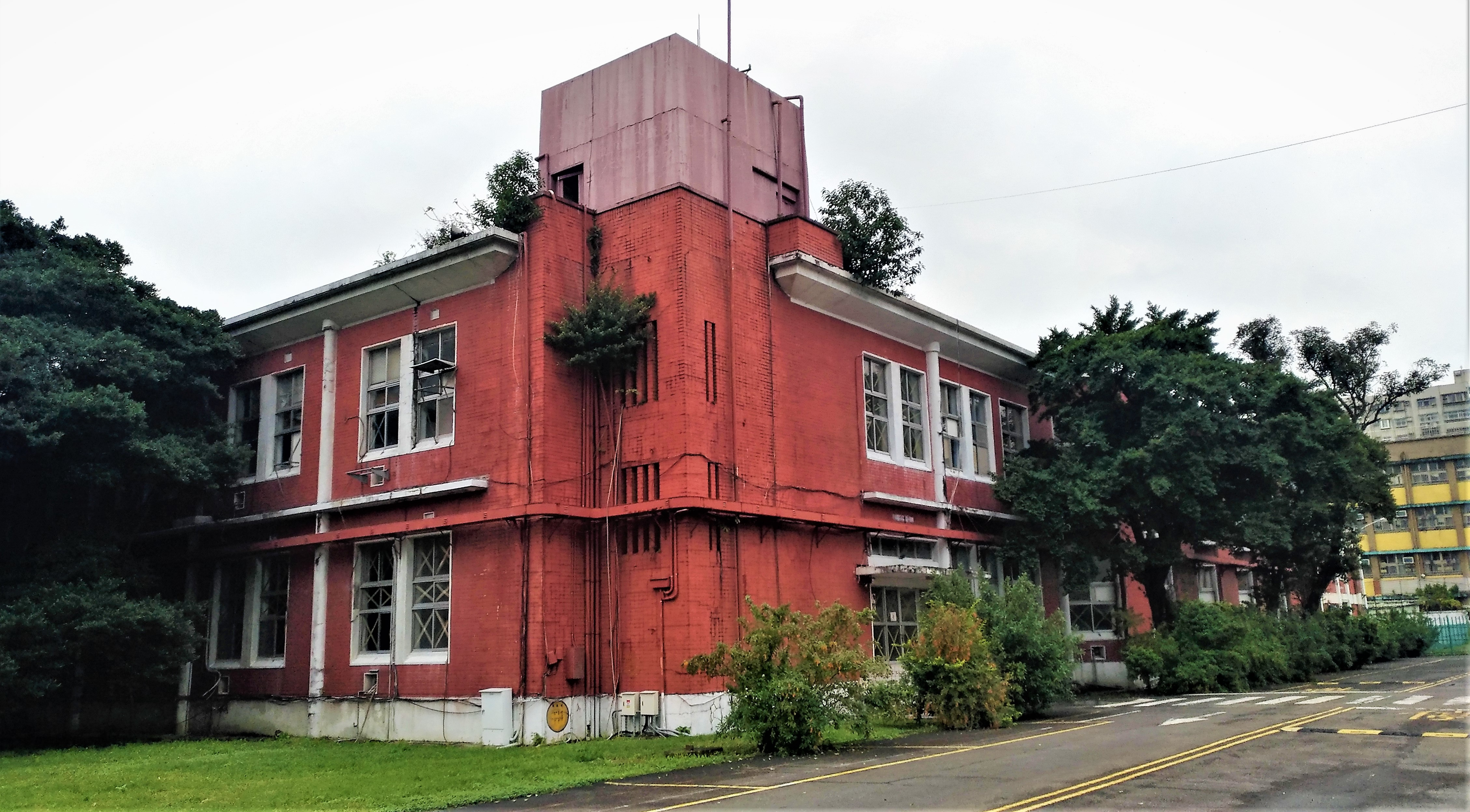
原臺灣總督府工業研究所

- 州立農事試驗場：位於大安十二甲75番地，1940年代遷至鷺洲庄
- 州立種畜場：位於大安十二甲76番地[8]，1940年代遷至深坑庄木柵
- 州立役馬利用講習所：1938年3月23日成立，位於大安十二甲76番地[9]
- 州立公務員鍊成所：1942年9月27日成立，位於大安十二甲185番地
- 高等法院、臺北地方法院（原址為司法院司法大廈）

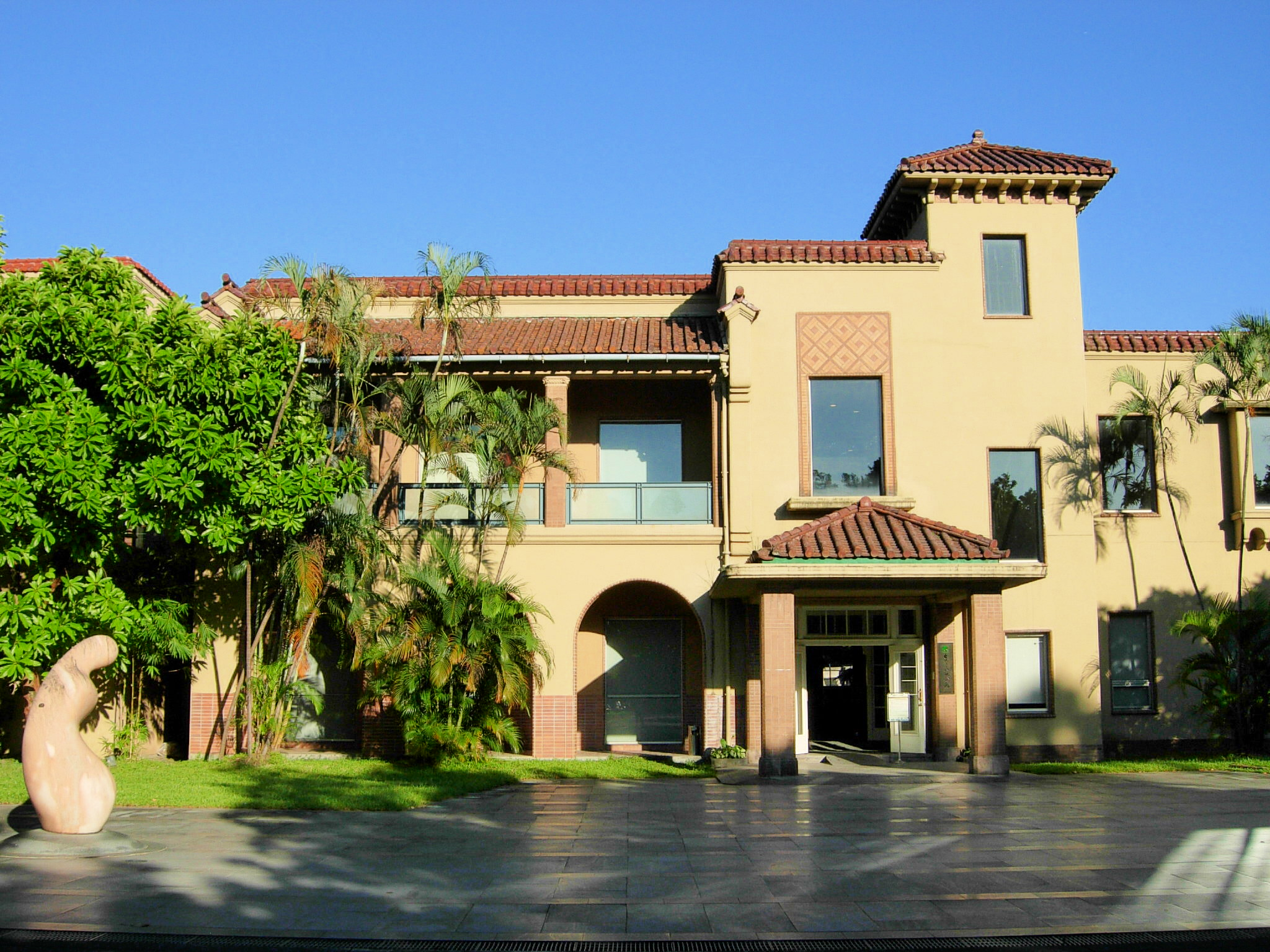
原臺北放送局

- 臺北刑務所
- 臺北郵便局
- 臺北放送局原臺北放送局
- 臺北鐵道工場
- 臺北北警察署
- 臺北南警察署
- 臺北消防署：1943年3月15日成立[10]
- 臺北婦人病院

## 教育

### 高等教育
- 台北帝國大學（今國立台灣大學）原臺北帝大校門

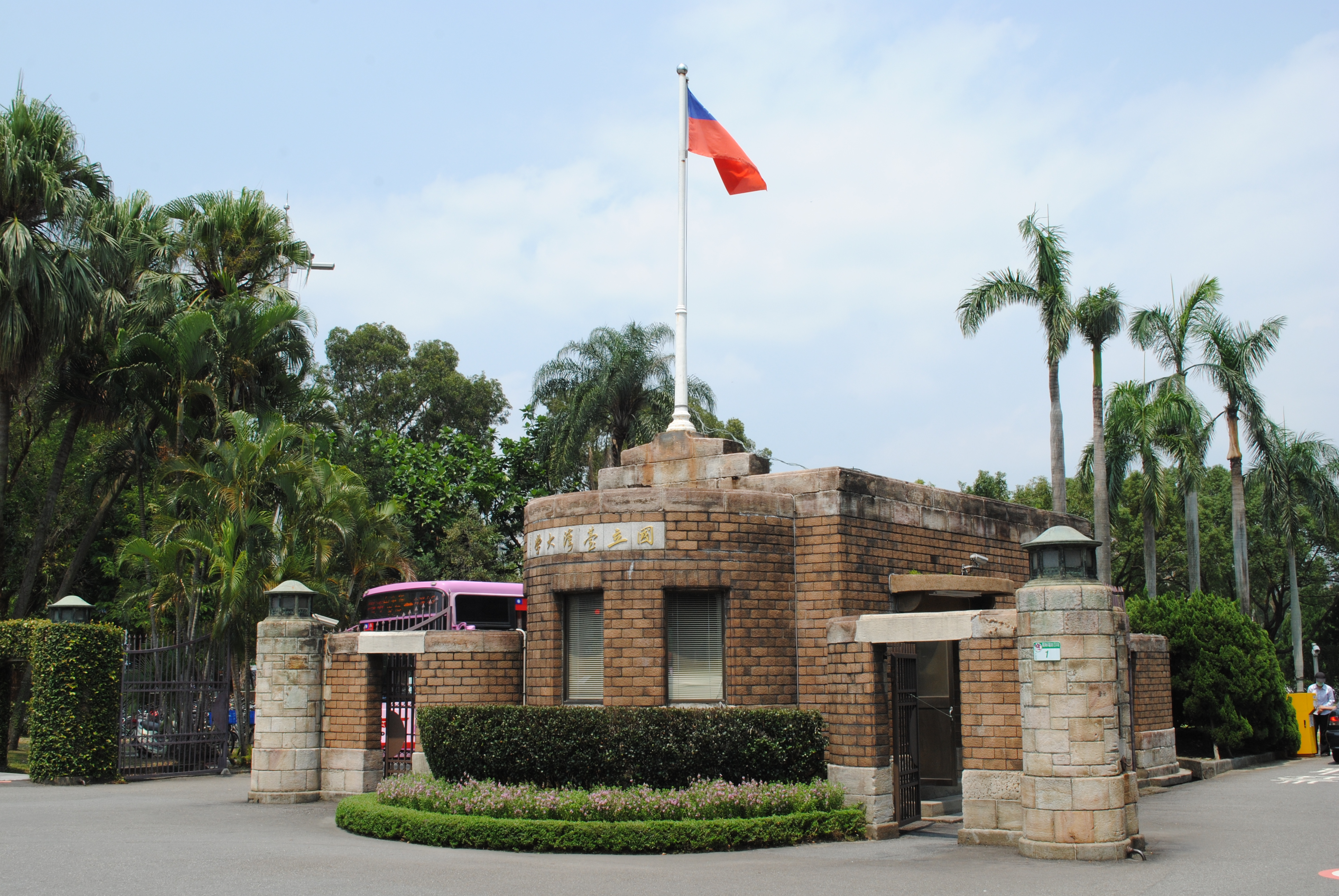
原臺北帝大校門

- 台北高等學校（校址在今國立台灣師範大學和平校區）原臺北高等學校校舍

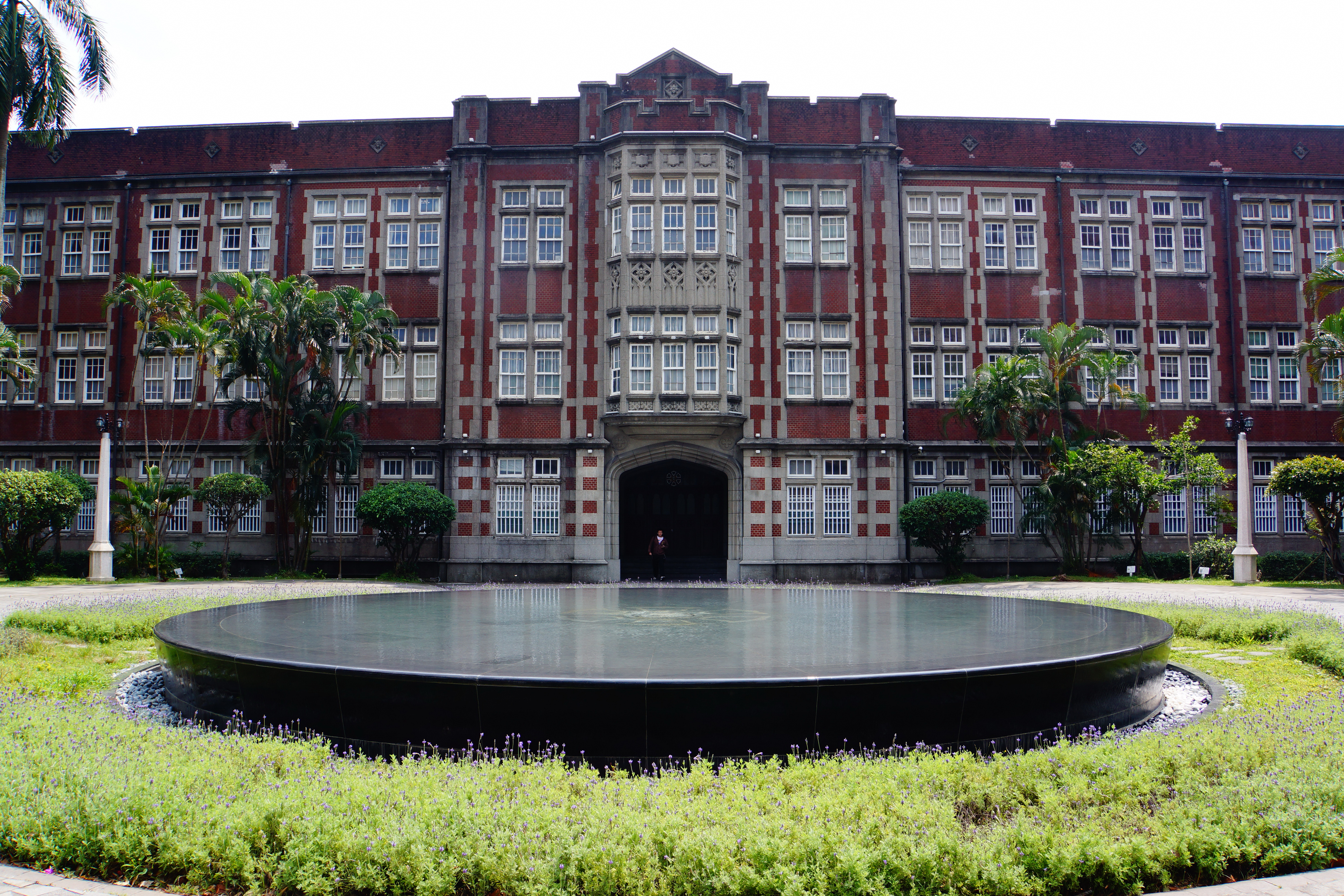
原臺北高等學校校舍

- 台灣總督府高等商業學校 → 台北高等商業學校 → 台北經濟專門學校（原台北高等商業學校位於幸町，今台灣大學管理學院，1987年遷至台大校總區，舊址暫由台大社會科學院使用，將來社會科學院完全遷出後，預定轉交進修推廣部使用）原臺北高等商業學校校舍

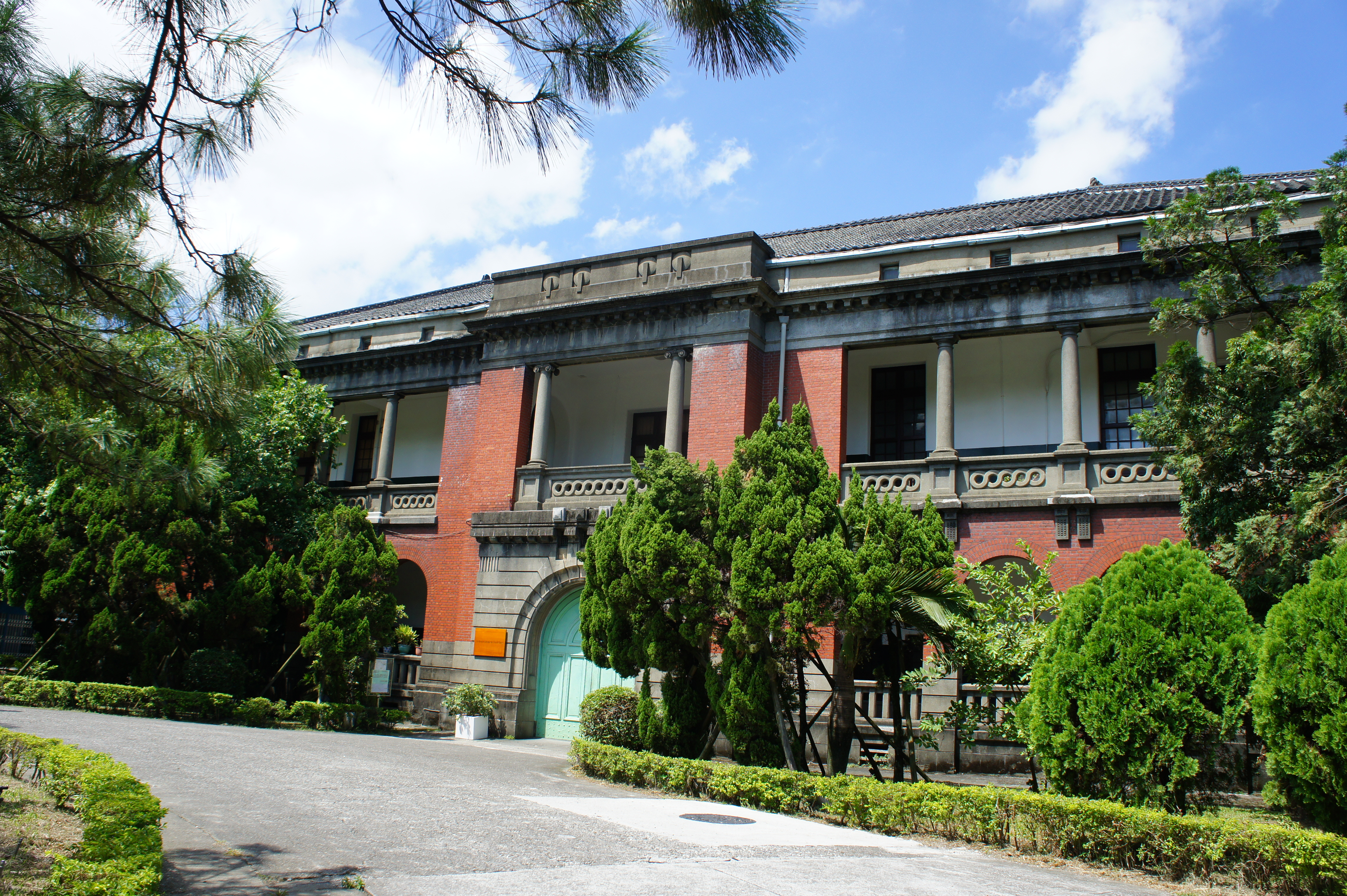
原臺北高等商業學校校舍

- 台北醫學專門學校 → 台北帝國大學附屬醫學專門部（今臺大醫學院）
- 台北高等農林學校 → 台北帝國大學附屬農林專門部 → 台中高等農林學校（今中興大學）

### 中等教育

#### 中學校
- 州立台北第一中學校（戰後台籍學生在原校址就學，今建國中學，日籍學生併入仁愛中學，仁愛中學後併入和平中學）原臺北第一中學校校舍

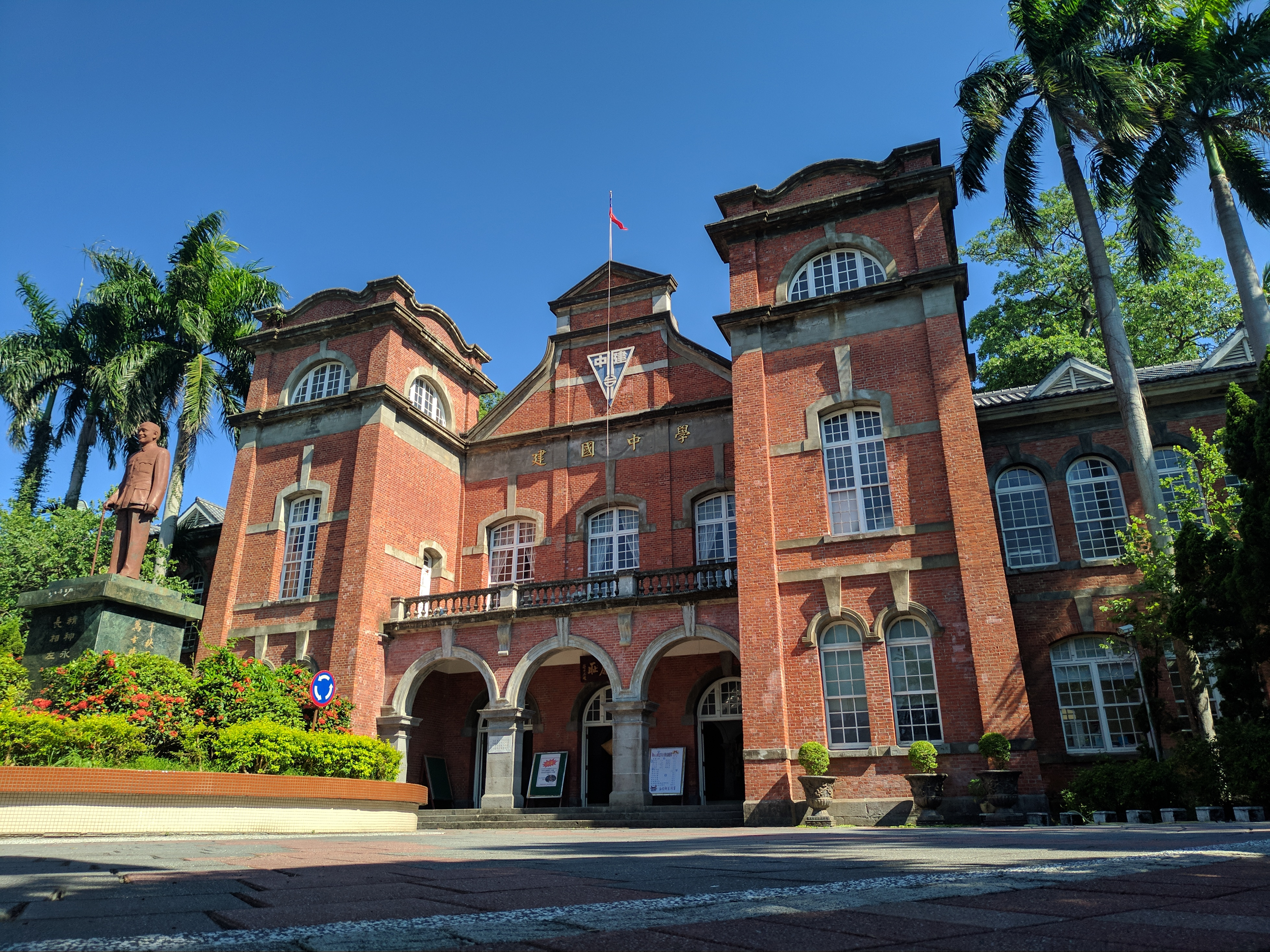
原臺北第一中學校校舍

- 北州立台北第二中學校（戰後台籍學生在原校址就學，今成功高中，日籍學生併入和平中學）
- 州立台北第三中學校（戰後台籍學生轉入建国中学就學，日籍學生在原校址就學，稱為和平中學，和平中學結束後台灣省立師範學院設附屬中學，今師大附中）
- 州立台北第四中學校（借用台北第一中學校宿舍上課，原預定遷入現和平高中之校址，戰後未遷，學生轉入建國中學就學）
- 私立臺北國民中學（戰後由北市府接管，今大同高中）

#### 高等女學校
- 州立台北第一高等女學校（今北一女中）
- 州立台北第二高等女學校（戰後與剩餘的台北第一、第四高女學生合併成台灣省立台北第一女子中學。舊址現為立法院院區）
- 州立台北第三高等女學校（今中山女高）
- 州立台北第四高等女學校（戰後與剩餘的台北第一、第二高女學生合併成台灣省立台北第一女子中學。舊址為今國立台北護理健康大學城區部）
- 私立靜修女學校（今靜修高中）

#### 實業學校
- 州立台北工業學校（今國立台北科技大學）
- 州立台北第一商業學校（今國立台北商業技術學院日間部）
- 州立台北第二商業學校（和第一商業學校同一校址，採夜校制，今國立台北商業技術學院夜間部）
- 私立開南商業學校（今開南高中）
- 私立開南工業學校（今開南高中）

#### 實業補習學校
- 台北商工專修學校（今大安高工）
- 台北市立家政女學校 → 台北市立商業實踐女學校（今金華國中）
- 私立愛國高等技藝女學校
- 私立台北女子高等學院 → 私立台北女子專門學校（戰後停辦，原址為國語實小）
- 私立吉見裁縫學院（校址在今金甌女中）
- 私立成淵學校（今成淵高中）
- 私立修德實踐女學校（私立臺北中學校女生部，原址為東和禪寺）
- 私立南進女子實務專修學校 → 城北商業實踐女學校：三橋町20-1番地[11]
- 私立宮前女學校（原臺北神學校高等女學部）[12]

### 師範學校
- 台北第一師範學校→台北師範學校（今台北市立大學）
- 台北第二師範學校→台北師範學校（今國立台北教育大學）原臺北第二師範學校禮堂

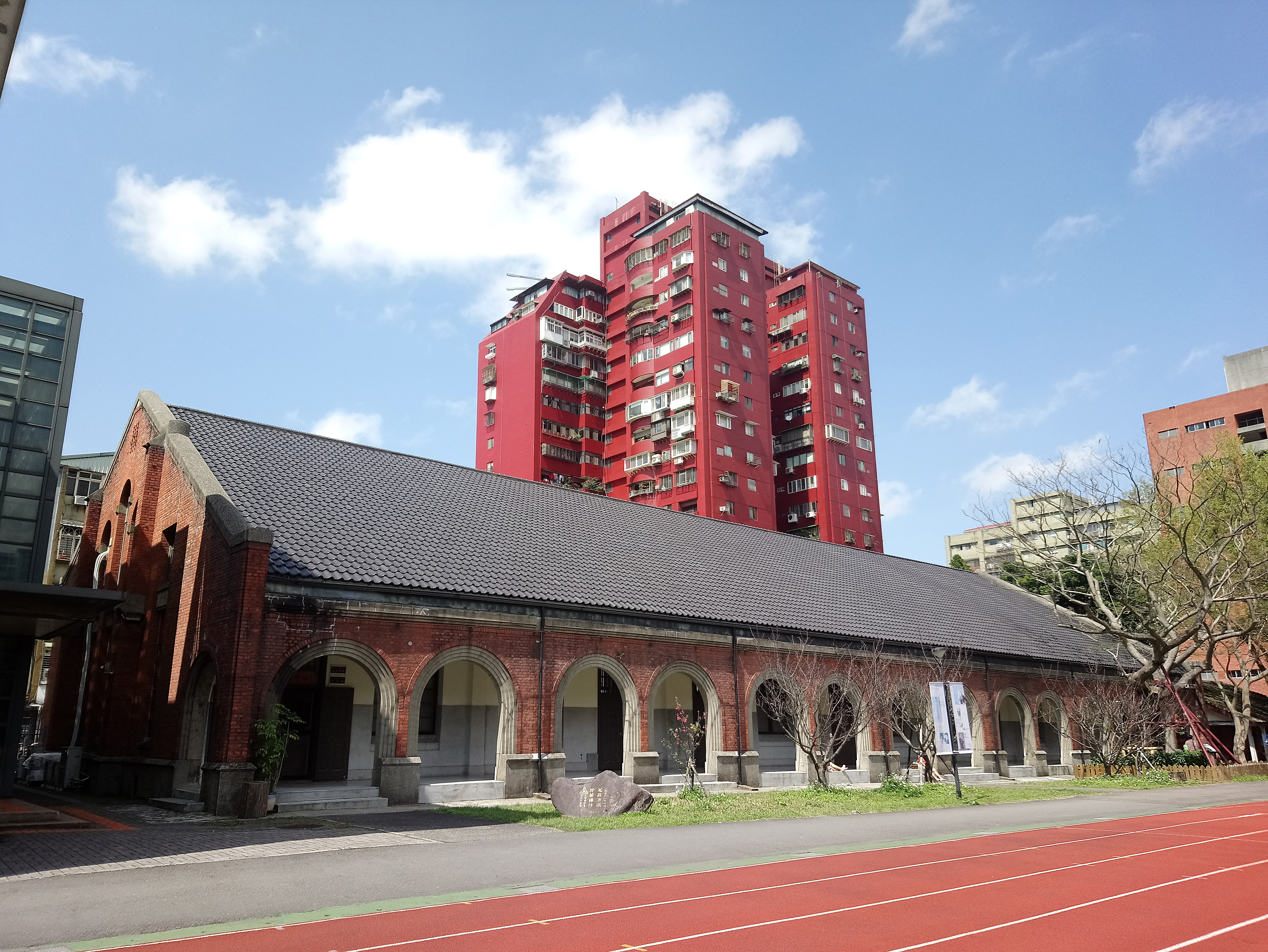
原臺北第二師範學校禮堂

### 初等教育

原永樂公學校舍

- 臺北師範學校附屬第一國民學校（今北市大附小）
- 臺北師範學校附屬第二國民學校（今國北教大實小）
- 臺北師範學校附屬第三國民學校（臺北師範學校內）
- 末廣尋常高等小學校→末廣國民學校（今福星國小）
- 旭尋常小學校→旭國民學校（今東門國小）
- 壽尋常小學校→壽國民學校（今西門國小）
- 南門尋常小學校→南門國民學校（今南門國小）
- 樺山尋常小學校→樺山國民學校（戰後廢校，原址為警政署）原樺山小學校舍

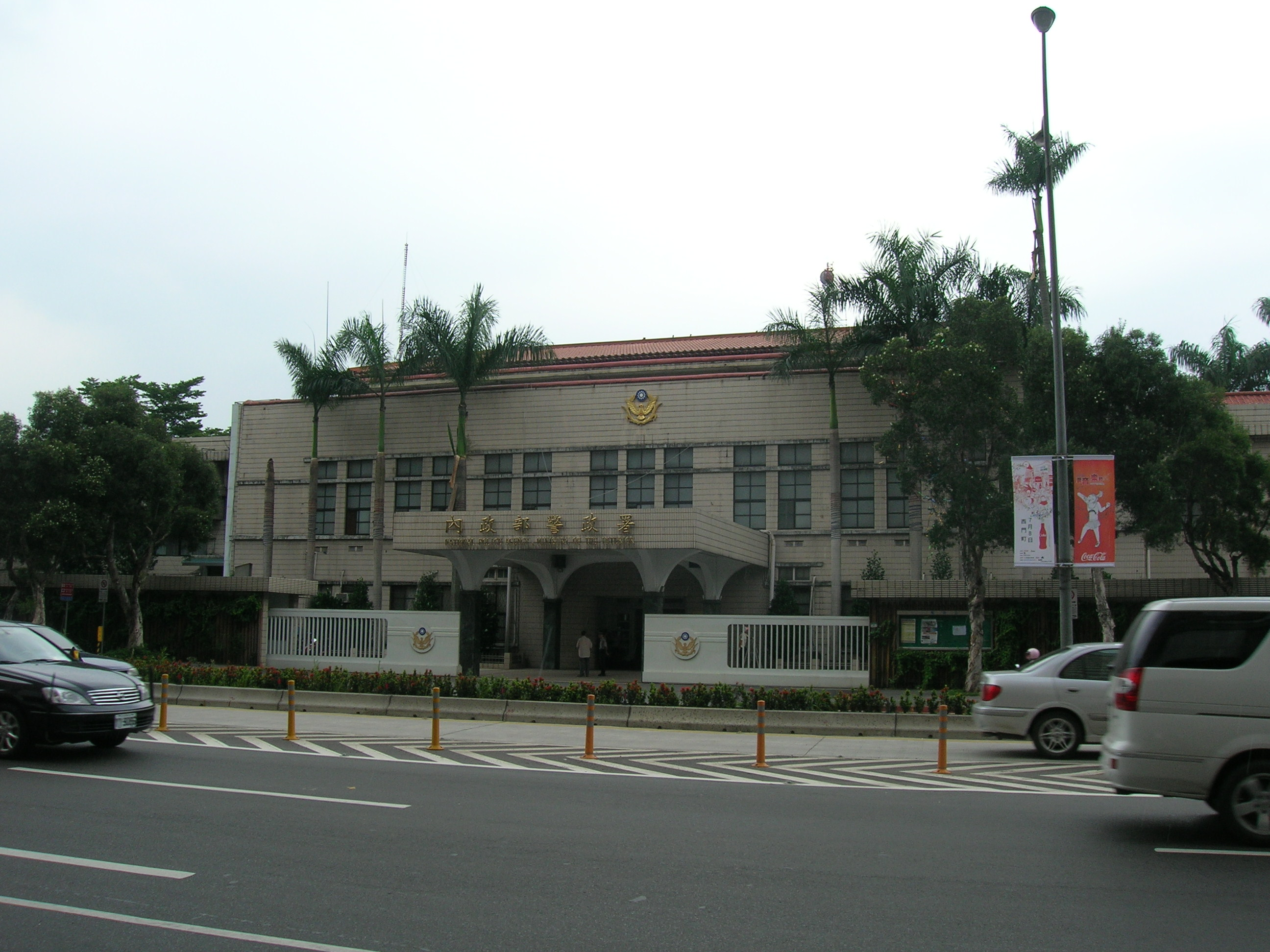
原樺山小學校舍

- 建成尋常小學校→建成國民學校（戰後廢校，原址為建成國中、臺北當代藝術館）原建成小學校舍
- 錦尋常小學校→昭和國民學校（今龍安國小）
- 幸尋常小學校→幸國民學校（今幸安國小）

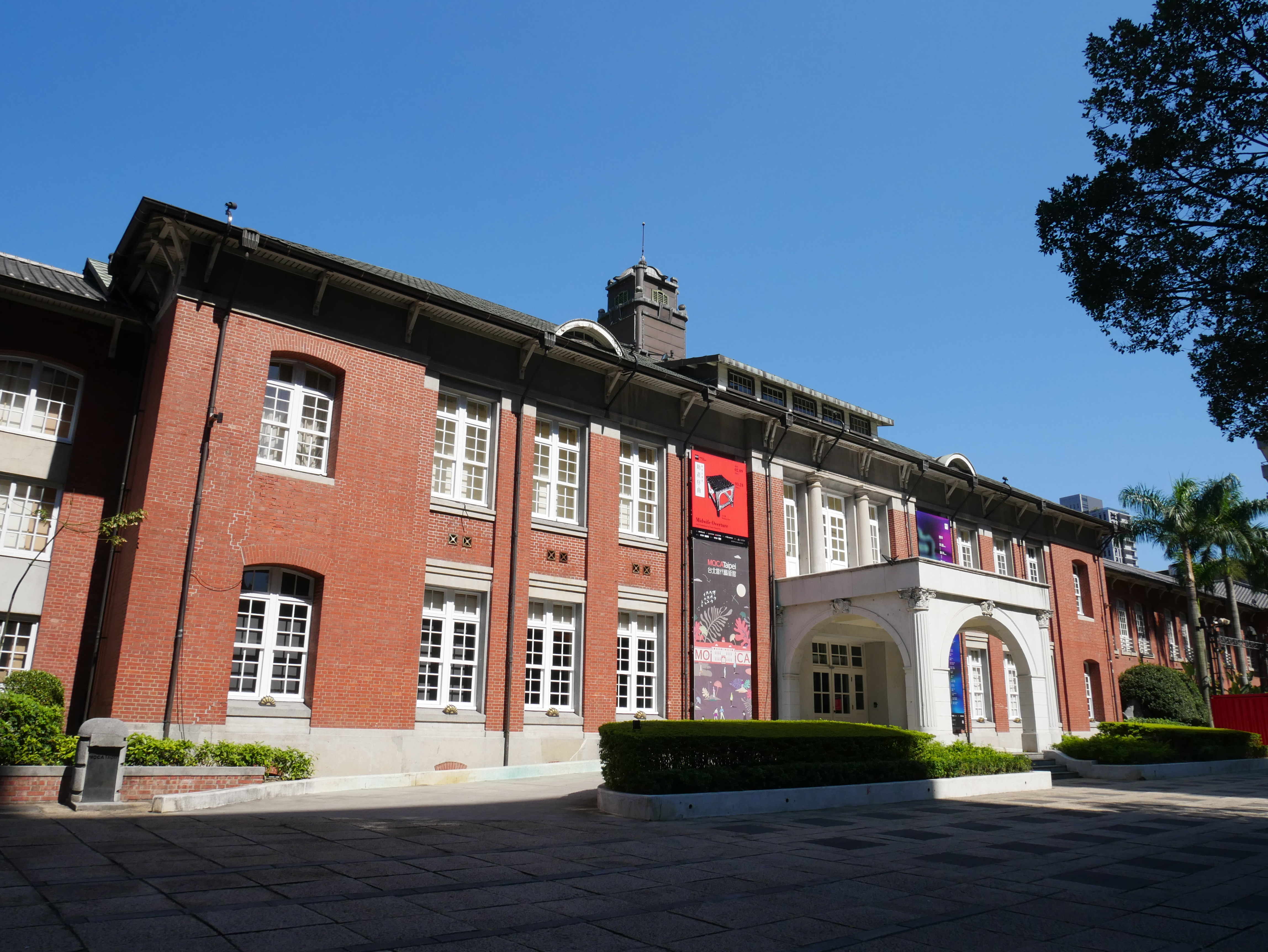
原建成小學校舍

- 松山尋常小學校→雙葉國民學校（今興雅國小）
- 川端國民學校（今螢橋國小）
- 龍山公學校→龍山國民學校（今龍山國小）
- 老松公學校→老松國民學校（今老松國小）原老松公學校舍
- 太平公學校→太平國民學校（今太平國小）

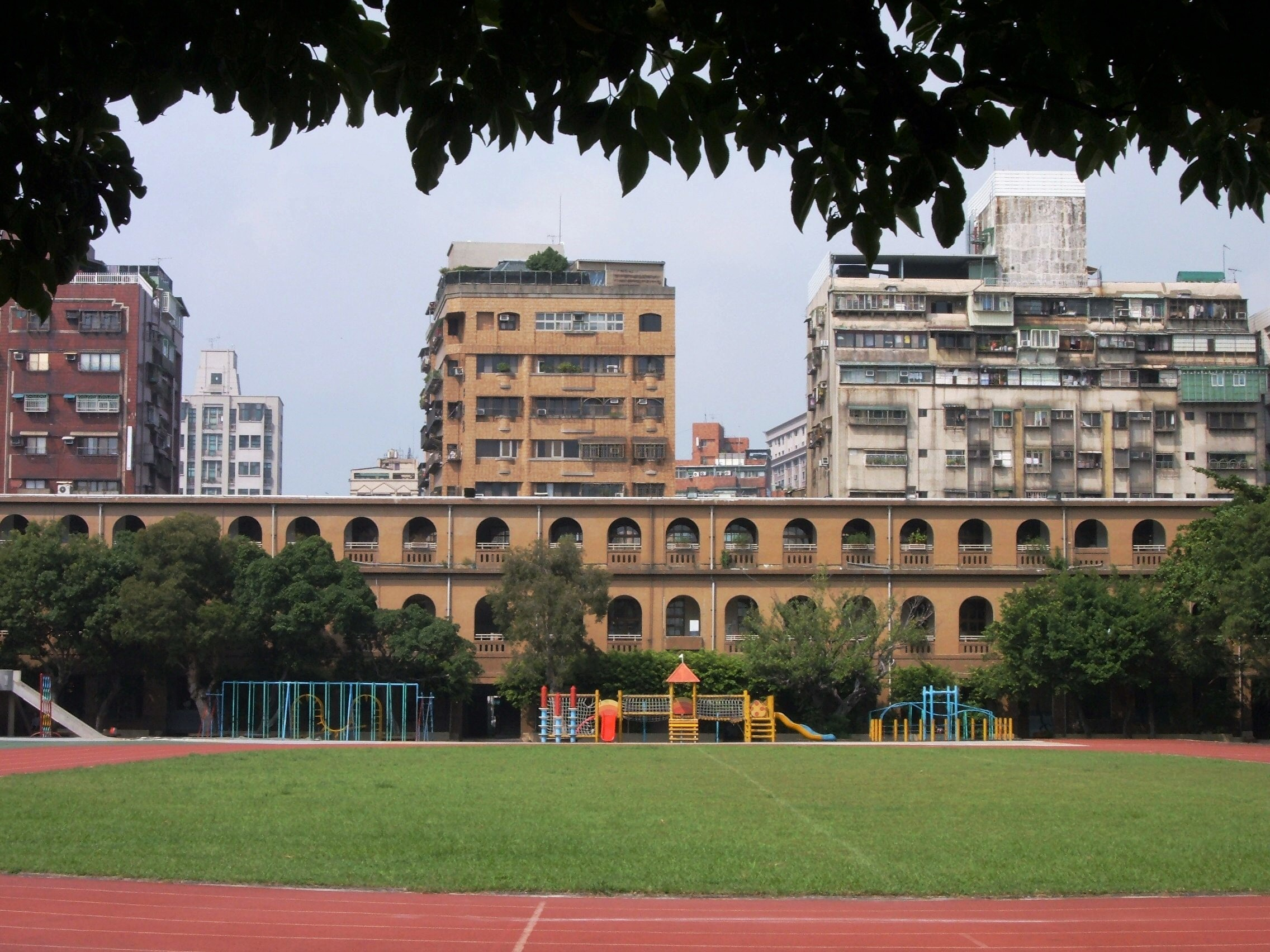
原老松公學校舍

- 日新公學校→日新國民學校（今日新國小）原日新公學校舍
- 大橋公學校→大橋國民學校（今大橋國小）
- 蓬萊公學校→蓬萊國民學校（今蓬萊國小）
- 大龍峒公學校→大宮國民學校（今大龍國小）
- 朱厝崙公學校→中園國民學校（今中正國小）
- 東園公學校→東園國民學校（今東園國小）
- 大安公學校→富田國民學校（今大安國小）

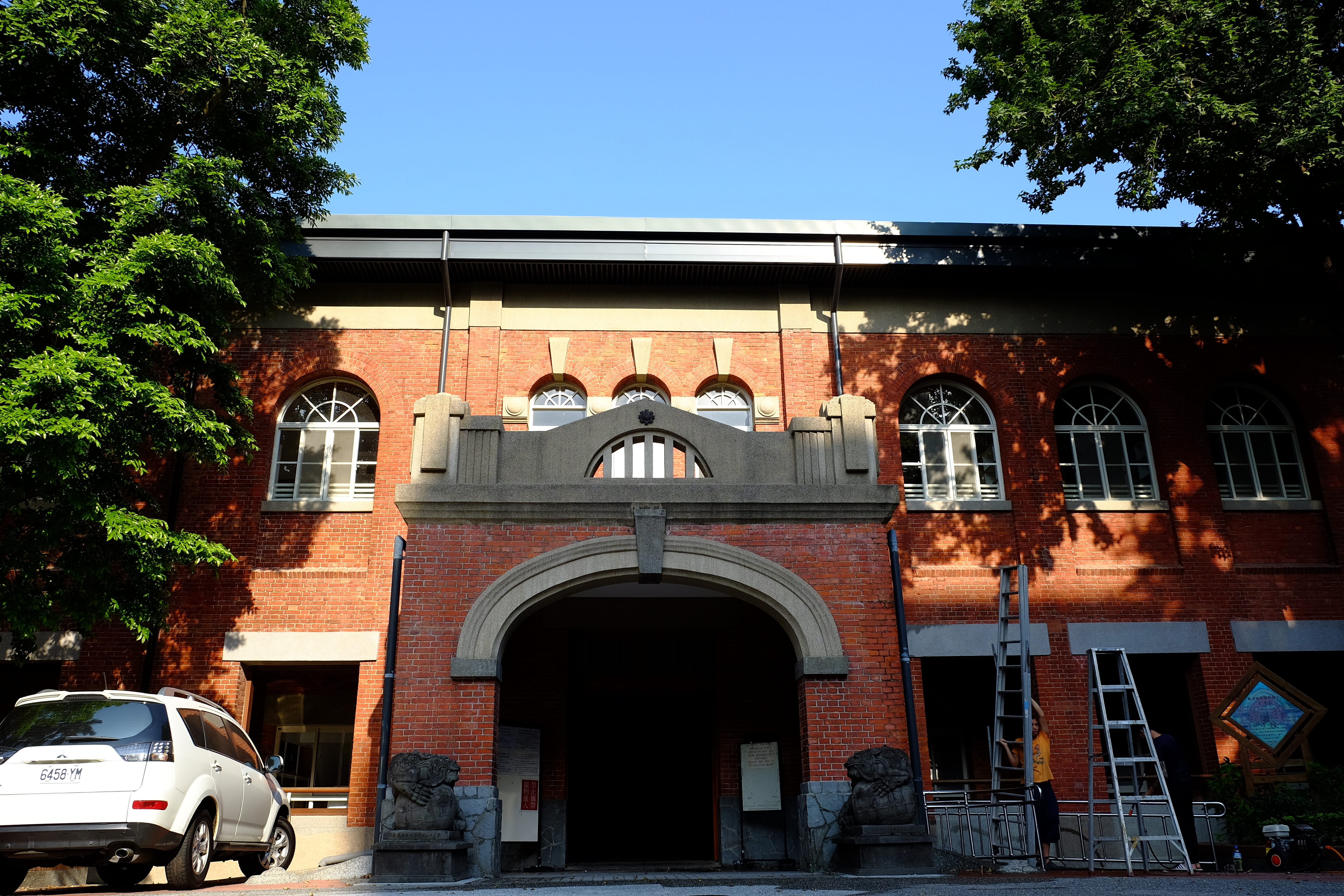
原日新公學校舍

- 永樂公學校→永樂國民學校（今永樂國小）原永樂公學校舍
- 宮前公學校→宮前國民學校（今中山國小）
- 堀江公學校→堀江國民學校（今雙園國小）
- 圓山公學校→圓山國民學校（今大同國小）
- 松山公學校→松山國民學校（今松山國小）
- 西松山公學校→若松國民學校（今西松國小）
- 河合公學校→河合國民學校（今延平國小）
- 明治國民學校（今雙蓮國小）

### 其他
- 州立台北盲啞學校（今台北市立啟聰學校）
- 私立台北神學院（今台灣神學院）

#### 幼稚園
- 私立台北幼稚園
- 私立愛育幼稚園
- 私立台北樹心幼稚園（校址在今西本願寺樹心會館）
- 私立大正幼稚園
- 私立城南幼稚園
- 私立艋舺幼稚園
- 私立文化幼稚園
- 私立錦幼稚園
- 私立大稻埕幼稚園
- 私立國民幼稚園
- 私立台北大谷幼稚園
- 私立幸幼稚園
- 私立育英幼稚園
- 私立稻江幼稚園
- 私立台北鐵道幼稚園
- 私立松山幼稚園
- 私立愛心幼稚園
- 私立培育幼稚園

#### 書房
- 慈惠夜學義塾
- 尚樂義塾
- 聚養齋書房
- 育英書房
- 映竹齋書房
- 培德書房
- 美學書房
- 稻江義塾：由稻垣藤兵衛創立
- 青年義塾
- 淡盧書房
- 培英義塾：由西班牙多明我會會士楊多默創立
- 修養書房
- 文安雅書房
- 六張犁書房

#### 青年學校
- 旭青年學校
- 壽青年學校
- 南門青年學校
- 建成青年學校
- 太平青年學校
- 台北青年學校
- 日新青年學校
- 老松青年學校

## 醫療
- 臺北帝國大學醫學部附屬醫院（今臺大醫院舊館）
- 日本赤十字社臺灣支部醫院（今聯合醫院中興院區）
- 臺北鐵道醫院
- 臺北更生院
- 臺灣總督府養神院（衛福部桃園療養院前身）

## 休閒
- 臺灣總督府博物館
- 臺灣總督府圖書館
- 臺北市戰前規劃的大型都會公園
- 臺北市動物園
- 臺北市圓山遊園地
- 萬華遊廓
- 臺北公會堂
- 臺北武德殿

## 宗教
- 臺灣神宮
- 臺灣護國神社
- 建功神社
- 臺北稻荷神社
- 臺北天滿宮社

## 軍事
- 臺灣步兵第一聯隊（原址為中正紀念堂）
- 臺灣山砲兵大隊（原址為國家兩廳院）
- 臺灣陸軍倉庫→臺灣陸軍貨物廠（原址為信義計畫區）
- 臺北衛戍病院
- 臺灣總督府陸軍志願兵訓練所（原址為六張犁社會住宅）
- 臺北第一青年特別鍊成所
- 拓南工業戰士訓練所：位在馬場町231番地

## 外交機構
- 美國領事館
- 中國領事館
- 和蘭領事館